# Доротея Датская
Дороте́я Да́тская (дат. Dorothea af Danmark, нем. Dorothea von Dänemark; 10 ноября 1520, Копенгаген, Королевство Дания — 31 мая 1580, Ноймаркт, Курпфальц) — принцесса из дома Ольденбургов, дочь короля Дании и Норвегии Кристиана II. Супруга курфюрста Фридриха II; в замужестве — курфюрстина Пфальца. Безуспешно претендовала на престолы королевств Дания, Норвегия и Швеция.

## Семья и ранние годы

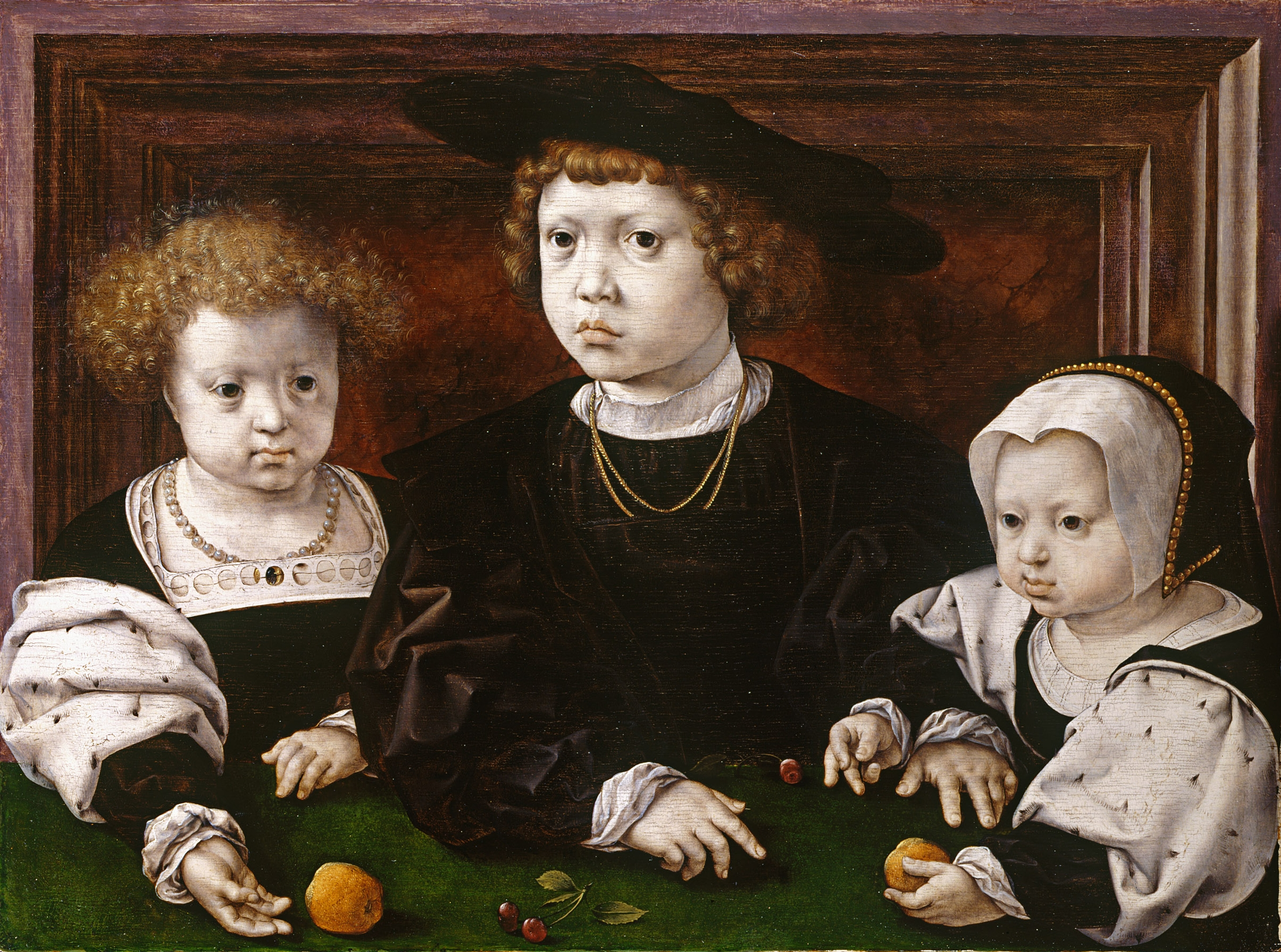
Портрет детей Кристиана II и Изабеллы (1526) кисти Мабюза.
Доротея (слева), Ганс и Кристина. Королевская коллекция

Родилась в Копенгагенском замке 10 ноября 1520 года. Она была четвёртым ребёнком и первой дочерью короля Дании, Норвегии и Швеции Кристиана II и эрцгерцогини Австрии и инфанты Испании Изабеллы Австрийской, сестры императора Священной Римской империи Карла V. По отцовской линии приходилась внучкой Иоганну, королю Дании и Норвегии, королю Швеции под именем Юхана II и Кристине Саксонской, принцессе из Эрнестинской ветви дома Веттинов. По материнской линии была внучкой Филиппа I Красивого, короля Кастилии и эрцгерцога Австрии, герцога Бургундии под именем Филиппа IV и королевы Арагона, Кастилии и Леона Хуаны I Безумной.
Доротея была младшей сестрой принца Ганса, претендента на троны Дании, Норвегии и Швеции и старшей сестрой принцессы Кристины, первым браком герцогини Милана, вторым — герцогини Лотарингии. Филипп и Максимилиан, старшие братья Доротеи, умерли вскоре после рождения.
В 1523 году король Кристиан II был свергнут с трона. Монаршая семья покинула Данию и отправилась в изгнание к родственникам в Нидерланды. Здесь в 1526 году умерла мать Доротеи. Заботы о маленьких принце и принцессах взяли на себя тётка и сестра покойной эрцгерцогини; первая в то время была штатгальтером Нидерландов. В 1531 году отец Доротеи отбыл в Норвегию, оставив детей на попечение родственников по материнской линии.  В следующем году умер брат принцессы, и она, как старший ребёнок бывшего короля Кристиана II заняла место претендентки на троны Дании, Норвегии и Швеции. 
Детство Доротеи прошло при дворе в Брюсселе, где официальным исповеданием был католицизм, однако в датской монаршей семье симпатизировали лютеранству; благосклонна к протестантизму была и тётка принцессы, ставшая новым штатгальтером Нидерландов. Сама Доротея также симпатизировала лютеранству. 

## Курфюрстина
Доротея и Кристина были объектами матримониальной дипломатии своего дяди-императора Карла V. В 1527 году кардинал Томас Уолси предложил заключить брак между внебрачным сыном английского короля Генриха VIII и одной из дочерей бывшего датского короля Кристиана II, но предложение кардинала было отклонено родственниками принцесс по материнской линии. Длительное время велись переговоры о браке Доротеи с шотландским королём Яковом V. В 1532 году, сместивший с трона отца принцессы, датский король Фредерик I предложил заключить матримониальный союз между Доротеей и  первенцем короля во втором браке, которого он собирался провозгласить своим наследником в Дании и Норвегии, вместо первенца от первого брака. Но опекавший племянниц император Карл V отклонил и это предложение, так как не признавал Фредерика I законным монархом. В том же 1532 году к Доротее посватался  герцог Милана, однако дядя выдал за него другую племянницу, Кристину. По свидетельству современников, к пятнадцати годам принцесса сформировалась в красивую, невысокую и стройную девушку, более привлекательную, чем её младшая сестра.
В Брюсселе 18 мая 1535 года четырнадцатилетняя Доротея Датская сочеталась браком с пятидесятилетним холостяком  Фридрихом (09.12.1482 — 26.02.1556), правителем Верхнего Пфальца. Официальная церемония бракосочетания прошла в Гейдельберге 26 сентября 1535 года. Свадебный пир в Гейдельбергском замке был подробно описан в стихотворении немецкого поэта Петера Харера. Молодожёны поселились в небольшом дворце в Ноймаркте. Фридрих был преданным союзником Карла V и давно хотел жениться на представительнице императорского дома. Однако все предложения курфюрста к сёстрам и племянницам императора были отклонены. Чтобы отвлечь его от мысли заключить брак с принцессой из другого дома, брат императора предложил Фридриху сочетаться браком с Доротеей. Предложение поддержали как тётка, занимавшаяся воспитанием принцессы, так и дядя-император. Через этот союз Карл V рассчитывал оспорить легитимность принца Кристиана, наследника Федерика I, и усилить своё влияние на севере Европы. Однако после того, как в 1536 году новым королём Дании и Норвегии стал Кристиан III, шансы Фридриха и Доротеи занять датский и норвежский трон практически исчезли.
В Ноймаркте Доротея смогла завоевать уважение подданных. У неё сложились хорошие отношения с мужем и его родственникам. Оба супруга имели схожие характеры, разделяли любовь к приключениям и веселью. Доротея «всегда была готова сопровождать его [мужа] в опасных путешествиях, взбираться на горы или переходить реки вброд, с одинаковой неутолимой храбростью и радостью в сердце». Оба супруга вели расточительный образ жизни, и, как следствие, имели большие долги. Их брак был бездетным. Желая зачать ребёнка, курфюрстина совершала паломничества и носила священные пояса, только «делала это без благоговения, а с великим весельем и смехом».
Фридрих и Доротея никогда не отказывались от своих притязаний на датский трон. Для реализации своих амбиций они стремились заручиться военной поддержкой Карла V, но тот ограничивался лишь признанием их прав. В 1539 году супруги посетили двор в Толедо, где безуспешно пытались убедить императора поддержать их. Доротея подружилась с императрицей Изабеллой, которая согласилась помочь им убедить супруга, но вскоре умерла. На обратном пути в Нидерланды курфюрстская чета посетила двор в Париже, где король Франции так увлёкся Доротеей, что королева, приходившаяся ей тёткой по материнской линии, всё время находилась рядом с племянницей во избежания недоразумений.
В феврале того же года Фридрих поручил ей обратиться к Карлу V с просьбой о помощи отцу принцессы и недопущения возобновления перемирия между Нидерландами и Данией. Доротея и Кристина написали дяде письмо, умоляя его содействовать освобождению их отца, который находился в заточении в Дании, и поддержать права старшей дочери Кристиана II на датский трон, но тот не откликнулся на просьбу племянниц. В 1544 году Карл V подписал мирный договор с Кристианом III без внимания к наследным интересам Фридриха и Доротеи. 
В том же году Фридрих стал правящим курфюрстом Пфальца под именем Фридриха II. В Гейдельберге 25 декабря 1546 года (по другим данным в 1547 году) Фридрих и Доротея приняли причастие под обеими видами, тем самым заявив о своём переходе в лютеранство, чем вызвали неудовольствие императора. По другим данным курфюрстина формально не заявляла о своём переходе. Некоторое время курфюрст был на стороне протестантов, надеясь, что Шмалькальденский союз поддержит его притязания на датский и норвежский трон. Однако этого не произошло, и Фридрих примирился с Карлом V. Ему пришлось приостановить Реформацию в Пфальце, тем не менее, в конфликте между императором и протестантскими князьями он придерживался нейтралитета.

## Вдовство и поздние годы
В феврале 1556 года Доротея овдовела. Курфюршество перешло к родственнику покойного курфюрста. Доротея поддержала наследника, когда тот продолжил Реформацию в своих владениях. Сама она осталась верной лютеранству, несмотря на то, что официальным исповеданием в Пфальце стал кальвинизм. Когда в 1557 году Доротея посетила сестру в Брюсселе, Карл V поручил инфанту Филиппу пригласить Доротею остаться в Нидерландах и вернуться в католицизм; о том же просила сестру и Кристина, но Доротея отказалась.
Она жила в Ноймаркте (по другим данным в Нойбурге), который получила во вдовий удел. Как прежде, Доротея поддерживала связи с родственниками из Имперской ветви дома Габсбургов, у которых не стеснялась занимать в долг, продолжая вести расточительный образ жизни. Проекты о браке Доротеи с наследником ландграфа Гессена Вильгельмом и маркграфом Брандебург-Кульмбаха Альбрехтом II Алкивиадом продолжения не имели. После смерти отца, она приняла титул королевы Дании, Норвегии и Швеции. Доротея рассчитывала на поддержку своих претензий со стороны родственников по материнской линии, но для тех она давно утратила политический интерес. По просьбе сторонников из Дании, во главе с Педером Оксе, в 1561 году к Доротее обратилась Кристина с просьбой, чтобы та отказалась от претензий на датский трон в пользу младшей сестры и племянника. Скончалась 31 мая 1580 года в Ноймаркте (по другим данным в Нойбурге), оставив по себе большие долги. Останки курфюрстины похоронили в церкви Святого Духа в Гейдельберге. Её гробница была разорена в 1643 году армией французского короля Людовика XIV, захватившего город.